# JDA Dijon Bourgogne Handball
Jeanne d'Arc Dijon HB (även känd som JDA Dijon HB och tidigare Cercle Dijon Bourgogne Handball) är en fransk handbollsklubb från Dijon. 
Klubben spelar i den franska damhandbollens högsta liga från 2014. De spelar sina hemmamatcher i Palais des Sports de Dijon. Nuvarande huvudtränare är Christophe Maréchal. Klubben grundades 1970 och leds av presidenten Thierry Degorce. Laget spelade 2023 i Championnat de France de Handball, där de slutade på femte plats 2023. Klubben blev 2018 ansluten till det manliga basketlaget JDA Dijon Basket och ändrade då det officiella klubbnamnet. Sommaren 2022 bytte båda klubbarna namn igen och lade till "Bourgogne" till dem. Klubben bytte alltså namn till JDA Dijon Bourgogne Handball. Klubbens största internationella cupframgång är en final i Challenge Cup 2004/2005. Nationellt nådde man tredjeplatsen i franska ligan 2002 och 2003.

## Kända tidigare spelare
- Béatrice Edwige (2009–2014)
- Marie Prouvensier (2010–2016)
- Florens Sauval (1994–1996)